# 川森村
川森村（かわもりむら）は、かつて岐阜県羽島郡に存在した村である。村名は、構成する旧村名から一文字ずつとった合成地名である。
現在の羽島市北西部、羽島市小熊町の一部、及び小熊町川口、小熊町川口前、小熊町天王などである。
川森村が設立された時点は羽栗郡の村であったが、郡の合併で羽島郡の村となっている。

## 歴史
- 1876年（明治8年） - 天王森村と川口村が合併し、川森村が発足。
- 1889年（明治22年）7月1日 - 町村制により、改めて川森村が発足。
- 1897年（明治30年）4月1日[1] - 羽栗郡と中島郡の合併により羽島郡の所属となる。
- 1897年（明治30年）4月1日 - 島村、東小熊村、西小熊村と合併し小熊村が発足。同日川森村廃止。